# Hinnerk Fock

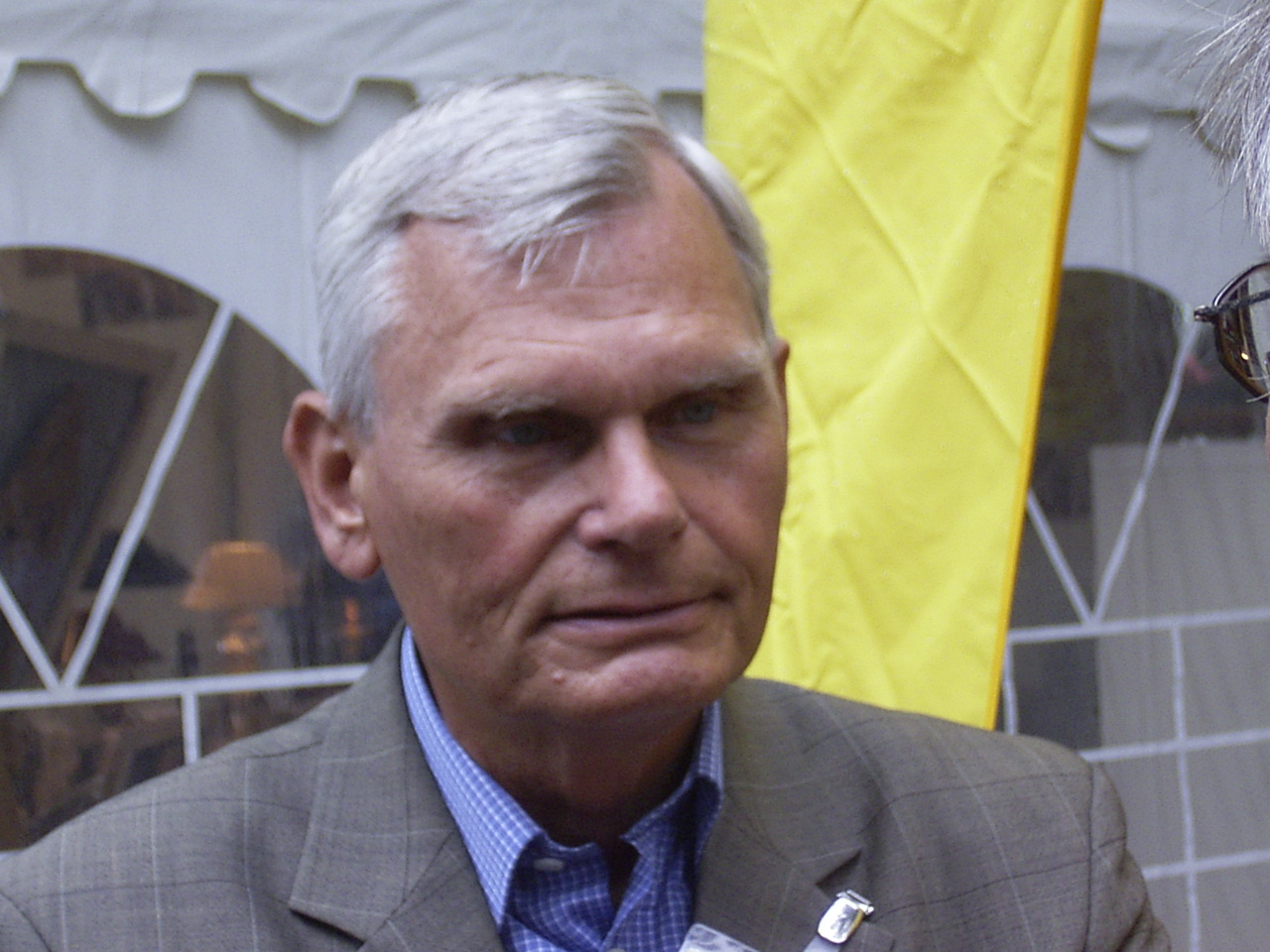
Hinnerk Fock, 2007

Hinnerk Fock (* 13. Juni 1943 in Hamburg; † 4. Mai 2025 ebenda) war ein deutscher Politiker (FDP). Er war von 2003 bis 2007 Altonaer Bezirksamtsleiter und war Spitzenkandidat der FDP für die Hamburger Bürgerschaftswahl 2008.

## Leben und Beruf
Fock wurde im Hamburger Stadtteil Eimsbüttel geboren und wuchs in Eppendorf auf. Er stammt aus einer traditionsreichen Kapitänsfamilie, nicht nur der Vater, sondern auch beide Großväter und weitere Vorfahren übten den Beruf aus. Die Eltern (die Mutter war Altonaerin) starben, als er 16 Jahre alt war, und es wurde ein Blankeneser Lotse als sein Vormund bestellt. Nach dem Abitur auf der Gelehrtenschule des Johanneums studierte er von 1963 bis 1967 Geschichte, Germanistik und Kunstgeschichte in Tübingen und Hamburg. Anschließend absolvierte er ein Volontariat im Bereich Pressearbeit und Public Relations bei der Landesmarketingorganisation Hamburg-Information GmbH (seit 2002 Hamburg Tourismus GmbH), in deren Dienste er als Planungsassistent 1968 trat. Neben dieser Tätigkeit absolvierte er 1968/69 eine Ausbildung zum Werbeassistenten.

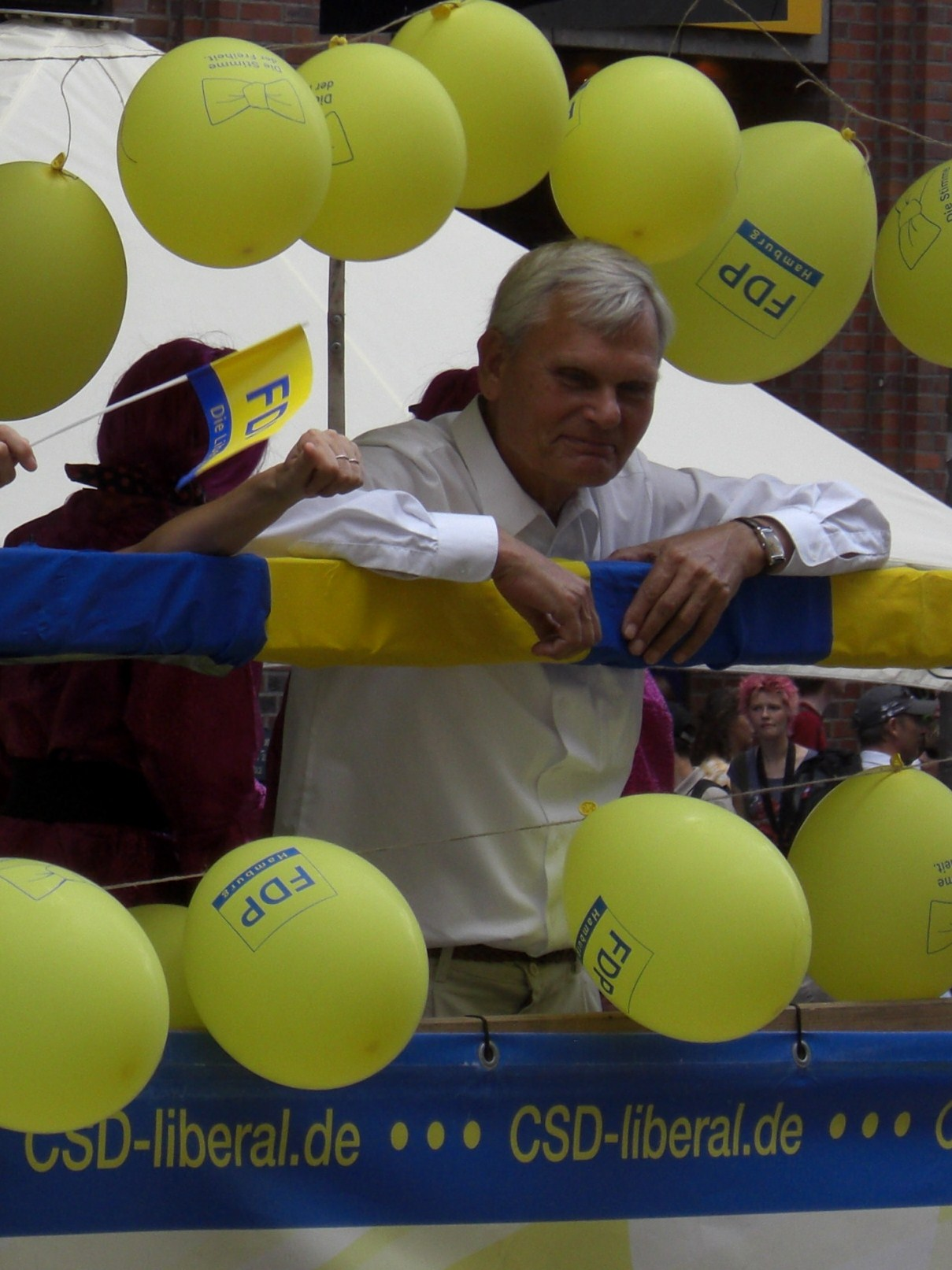
Hinnerk Fock beim CSD 2008 in Hamburg

Nach freiberuflicher Tätigkeit als Werbeberater seit 1972 war Fock von 1974 bis 1983 hauptamtlicher Landesgeschäftsführer und Pressesprecher der FDP in Hamburg.
Nach kurzer Zeit als PR-Mann in einer Werbeagentur trat er 1983 als Pressesprecher in die Dienste der Finanzbehörde. Nach Bildung der sozialliberalen Seants 1987 wurde er stellvertretender Leiter der Staatlichen Pressestelle und Sprecher des Senats. Von 1991 bis 1993 war er Pressesprecher und Leiter des Protokolls der Hamburgischen Bürgerschaft. Nach einer Zeit in der Senatskanzlei wurde er 1995 Chef vom Dienst und stellvertretender Leiter der städtischen Pressestelle. Anfang 2001 übernahm er die Leitung des Auslandsprotokolls in der Senatskanzlei und wurde 2002 Protokollchef des Senats.
Fock war Vorsitzender der Kulturstiftung Altona e. V. Ab 2010 begleitete Fock die ökumenische Initiative innerhalb der Freimaurerlogen in Deutschland. Seine Initiative „Impfschutz für Flüchtlinge“ wurde in der Reichsbürgerszene mit Sarkasmus frenetisch gefeiert. Fock zog sich Anfang 2023 nach Anfeindungen von Salafisten und Querdenkern zurück und unterstützte seither LGBT-Projekte in Odessa.

## Politik

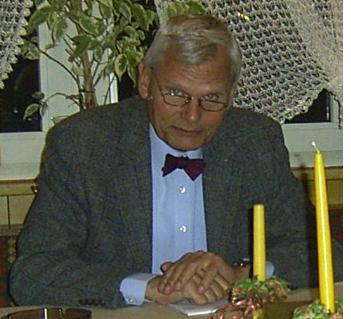
Hinnerk Fock mit seinem Markenzeichen, der Fliege

Fock gehörte seit 1969 der FDP an, wo er zum sozialliberalen Flügel gezählt wurde. Von 1971 bis 1982 saß er in der Bezirksversammlung Hamburg-Nord, wo er seit 1974 Vorsitzender der FDP-Fraktion war. In den späten 1980er und frühen 1990er Jahren war er stellvertretender Landesvorsitzender der Hamburger Liberalen. Mitte der 1990er-Jahre wurde er in die Programmkommission der Bundes-FDP berufen, wo er unter anderem mit Guido Westerwelle die Wiesbadener Grundsätze, das von 1997 bis 2012 gültige FDP-Grundsatzprogramm, erarbeitete.
Im März 2003 wurde Fock von der Mehrheit aus CDU, FDP und Schill-Partei in der Bezirksversammlung Altona zum Bezirksamtsleiter gewählt. Vor der Wahl sagte er zu seinen Ambitionen Bezirkschef von Altona zu werden: „Altona war immer schon ein Ort der Freiheit – das fasziniert mich.“ Als nach den Wahlen 2004 in Altona eine schwarz-grüne Koalition gebildet wurde, wurde Fock zunächst von den beiden Regierungsparteien in Altona akzeptiert. Im Herbst 2006 warf ihm die in der Bezirksversammlung regierende schwarz-grüne Koalition jedoch vor, „sich gegen die sozialdemokratisch dominierte Bezirksverwaltung nicht durchsetzen zu können.“ Hinzu kamen Unregelmäßigkeiten bei der Auftragsvergabe des Bezirksamtes, die Fock politisch angelastet wurden. Es wurde überlegt, Fock in einem konstruktiven Misstrauensvotum das Vertrauen zu entziehen. Zwei Abwahlversuche von CDU und GAL scheiterten jedoch. Zum 15. Juli 2007 wurde Fock, als ihm am 28. Juni 2007 im dritten Anlauf das Vertrauen entzogen wurde, von Jürgen Warmke-Rose abgelöst. Fock sah sich als Opfer eines schwarz-grünen Machtanspruches im Bezirk.
Wenig umstritten dagegen war Fock innerhalb seiner Partei. Die FDP-Jugendorganisation JuLis stellte sich hinter ihn. Die Landespartei machte ihn nach dem Rückzug von Wieland Schinnenburg von seinen Ämtern zum Spitzenkandidaten für die Bürgerschaftswahl im Februar 2008. Zudem wurde Fock am 15. Juli 2007 bei einem außerordentlichen Parteitag zum Landesvorsitzenden der FDP Hamburg gewählt.
Bei der Wahl am 24. Februar 2008 verzeichnete die FDP einen Stimmenzuwachs von 2,0 Prozentpunkten, konnte jedoch mit 4,8 % nicht die Fünf-Prozent-Hürde überspringen und kam somit auch nicht in die Bürgerschaft.
Nach einer deutlichen Niederlage auf dem Landesparteitag bei der Bewerbung um den Listenplatz 1 der Bundestagswahl 2009 gegen den Bundestagsabgeordneten Burkhardt Müller-Sönksen trat Fock am 29. Oktober 2008 ohne Angabe von Gründen vom Landesparteivorsitz zurück. Am 17. November 2018 wurde er vom Landesparteitag der FDP Hamburg zum Ehrenmitglied gewählt.

## Veröffentlichungen
- Bürgerhandbuch der Bürgerschaft der Freien und Hansestadt Hamburg, 14. Wahlperiode, Hamburg 1992.
- Innen Ansichten. 100 Jahre Hamburger Rathaus (mit Susanne von Bargen und Michael Zapf), Hamburg 1995.